# Hoplodactylus kahutarae
Hoplodactylus kahutarae är en ödleart som beskrevs av  Whitaker 1985. Hoplodactylus kahutarae ingår i släktet Hoplodactylus och familjen geckoödlor. IUCN kategoriserar arten globalt som nära hotad. Inga underarter finns listade i Catalogue of Life.